# Alexandre Saint-Yves d'Alveydre
Alexandre Saint-Yves d'Alveydre (París, 26 de marzo de 1842 - Pau 5 de febrero de 1909), esoterista francés y autor de "El Arqueómetro", "La Teogonía de los Patriarcas" y una Colección de textos titulados "Las Misiones" (de los Soberanos, de los Obreros, de los Judíos, la de India, la Francia Verdadera o la Misión de los Franceses, etcétera). En ellas cubre grandes períodos históricos y trata los temas con una profundidad inusitada, revelando un contacto real con fuentes originales de la Tradición Iniciática y su calidad de Maestro.

## Biografía
Nacido en París, en el seno de una familia de intelectuales parisinos e hijo del psiquiatra Guillaume-Alexandre Saint-Yves, comenzó su carrera como médico en una academia naval de Brest, que pronto abandonó tras enfermar. En 1863 se trasladó a Jersey. En 1870 regresó a Francia para luchar en la guerra franco-prusiana durante la cual resultó herido.
Luego comenzó una carrera como funcionario público. En 1877, Saint-Yves conoció y se casó con la condesa Marie de Riznitch-Keller, pariente de Honoré de Balzac y amiga de la emperatriz Eugenia de Montijo, una medida que lo hizo rico. Dedicó el resto de su vida a la investigación y tuvo un gran número de contactos influyentes como el marqués Stanislas de Guaita, Joséphin Péladan y Oswald Wirth.
En 1880, el gobierno de San Marino le concedió el título de Marqués de Alveydre.

## Trayectoria
Su trabajo, muy conocido en los círculos ocultistas, le llevó a conocer al Dr. Gérard Encausse, alias Papus. Saint-Yves, sin embargo, nunca se consideró un ocultista: “La verdad es que no hay ciencias ocultas, porque lo científico deja de ser oculto, y lo oculto deja de serlo al convertirse en científico.»
En la Misión de los Soberanos aboga por una sinarquía europea, cuya clave es el pontificado soberano, para establecer relaciones civilizadas entre sociedades del mismo modo que entre individuos de una misma sociedad. Esquemáticamente, esto recuerda a las Naciones Unidas, excepto que la organización propuesta es muy diferente y restringida a Europa.
El Arqueómetro: Probablemente Saint-Yves empezó a pensar en el Arqueómetro en la década de 1890 y trabajó en este tema hasta su muerte. Al año siguiente, Papus y algunos amigos y colaboradores de Saint-Yves publicaron un gran libro, L'Archéomètre - Clave de todas las religiones y de todas las ciencias de la Antigüedad - Reforma sintética de todas las artes contemporáneas que salva la obra de Saint- Yves de pérdida total. Por otra parte, Chales Barlet entregó documentos inéditos a René Guénon, quien, con sus colaboradores de la revista La Gnose, publicó una serie de artículos explicando el Arqueómetro de una manera mucho más clara.

## Obra
De Saint-Yves d'Alveydre
- Le Retour du Christ, 1874
- Clefs de l'Orient, 1877
- Testament lyrique, 1877
- Le Mystère du Progrès, 1878
- De l'utilité des algues marines, 1879
- Mission des Souverains, 1882
- Mission des Ouvriers, 1882
- Mission des Juifs, 1884
- Mission de l'Inde, 1886
- Les funérailles de Victor Hugo, 1885
- La France vraie ou la Mission des Français, 1887
- Voeux du syndicat de la Presse économique, 1887
- Les Etats-généraux du suffrage universel, 1888
- Le centenaire de 1789 - Sa conclusion, 1889
- L'ordre économique dans l'Electorat et dans l'Etat, 1889
- Le poème de la Reine, 1889
- Maternité royale et mariages royaux, 1889
- L'Empereur Alexandre III épopée russe, 1889
- Jeanne d'Arc victorieuse, 1890
- Des brevets pour des applications de l'Archéomètre en 1903 et suivantes.
- Théogonie des Patriarches, 1909, édition posthume.
- L'Archéomètre - Clef de toutes les religions et de toutes les sciences de l'Antiquité - Réforme synthétique de tous les arts contemporains, 1910, édition posthume.

Sobre Saint-Yves d'Alveydre
- La France vraie ou la Mission des Français, 1887 : Autobiografía de Saint-Yves d'Alveydre.
- François-Charles Barlet (Albert Faucheux), Saint-Yves d'Alveydre, 1910.
- Jean Saunier, Saint-Yves d'Alveydre ou une Synarchie sans énigme, 1981.
- Jacques Weiss, La Synarchie de Saint-Yves d'Alveydre.